# Вельке-Биловице
Вельке-Биловице (чеш. Velké Bílovice, МФА: ˈvɛlkɛː ˈbiːlovɪtsɛ) — город в Чешской Республике, в районе Бржецлав Южноморавского края. Крупнейший центр виноградарства  в стране.

## История
Первое письменное упоминание о деревне Биловице относится к 1306 году, но область была заселена гораздо раньше. Жеротины и Лихтенштейны были самыми важными землевладельцами в истории деревни. В XVI веке группа гуттеритов (в Чехии называются габанами) поселилась в районе. Они культивировали виноград и построили многие крупные винные погреба. В начале XX века многие жители деревни эмигрировали в Аргентину, Канаду и в США. С 2001 года Вельке-Биловице является городом.

## Достопримечательности
- Габанские (Гуттеритские) винные погреба — самый большой из них был построен около 1614 года и находится возле пруда Вельки-Биловец в направлении деревни Чейковице. Нынешний владелец — компания Habánské Sklepy[7].
- Городской музей — в экспозиции представлены местные народные костюмы, много археологических находок из области, старые сельскохозяйственные инструменты и другие предметы, связанные с историей города[8].
- Костёл Рождества Девы Марии — барочный храм XVIII века.

Город может похвастаться более чем 650 винными погребами, расположенными на 40 соответствующих улицах погребов и более чем 730 га виноградников (наибольшая площадь в Чехии).

## Культура и празднества
- «Годы» (Праздники) — крупнейший народный праздник в Вельке-Биловице. Он начинается в первое воскресенье после Рождества Пресвятой Богородицы (8 сентября), покровительницы местной церкви, и продолжается до вторника. Главная часть праздника проходит в воскресенье, когда многие посетители даже издалека приезжают полюбоваться народным костюмированным парадом с участием более 50 костюмированных пар. В 2017 году проведение празднества запланировано на 10, 11 и 12 сентября[12].
- Из погреба в погреб — традиционный праздник, в процессе которого более чем 50 местных виноделен открывают для посетителей свои погреба в один день. Организовываются автобусное сообщение между всеми погребами и вечерние развлечения. Проводится в субботу на рубеже марта и апреля. В 2017 году проведение празднества запланировано на 1 апреля[13].

## Население
| Год  | Численность | Численность |
| ---- | ----------- | ----------- |
| 1869 | 1977        | [ 14 ]      |
| 1880 | 2285        | [ 14 ]      |
| 1890 | 2570        | [ 14 ]      |
| 1900 | 2764        | [ 14 ]      |
| 1910 | 2881        | [ 14 ]      |
| 1921 | 3140        | [ 14 ]      |
| 1930 | 3138        | [ 14 ]      |
| 1950 | 3206        | [ 14 ]      |
| 1961 | 3623        | [ 14 ]      |
| 1970 | 3669        | [ 14 ]      |
| 1980 | 3903        | [ 14 ]      |
| 1991 | 3811        | [ 14 ]      |
| 2001 | 3800        | [ 14 ]      |
| 2011 | 3852        | [ 14 ]      |
| 2014 | 3860        | [ 15 ]      |
| 2016 | 3899        | [ 16 ]      |
| 2017 | 3903        | [ 17 ]      |
| 2018 | 3914        | [ 18 ]      |
| 2019 | 3907        | [ 19 ]      |
| 2020 | 3889        | [ 20 ]      |
| 2021 | 3906        | [ 21 ]      |
| 2022 | 3818        | [ 22 ]      |
| 2023 | 3884        | [ 23 ]      |
| 2024 | 3883        | [ 24 ]      |
| 2025 | 3854        | [ 4 ]       |

## Фотогалерея
|  |  |
|  |  |